# Aboudeïa
 Aboudeïa è un comune del Ciad situato nel dipartimento di Aboudeïa, provincia del Salamat.